# ピナクル航空3701便墜落事故
ピナクル航空3701便墜落事故（ピナクルこうくう 3701 びんついらくじこ）とは、2004年10月14日22時15分 (CDT)、ピナクル航空 （現エンデバー航空）3701 便（ボンバルディア CRJ-200）がアメリカ合衆国・ミズーリ州ジェファーソンシティ近郊の住宅地に墜落した事故である。
機長および副操縦士の2名が死亡したが、回送飛行中であったため乗客や客室乗務員はおらず、地上住民の被害もなかった。

## 機体と乗務員

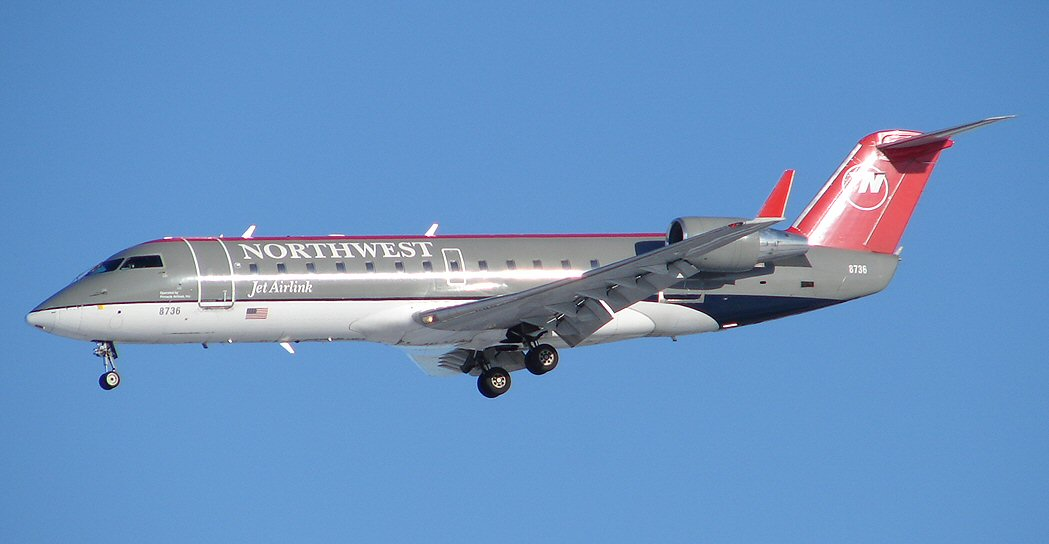
同型機のCRJ-200

- 機体 ボンバルディア CRJ-200 - 機体はノースウエスト・エアリンクが所有。機体記号はN8396A
- 乗務員 機長・副操縦士の2名のみ（回送のため）

## 概要
当該機は回送のためアーカンソー州リトルロックからミネソタ州のミネアポリスへ向かう途中、高度 41,000フィート (12,000 m)の高空で 2 基のエンジン両方が停止した。再始動を試みたが失敗し、滑空状態で直近のジェファーソンシティメモリアル空港に着陸を試みたが、およそ 4 キロメートル手前の住宅地に墜落した。
エンジン停止とその後の再始動不能の原因は、フライトプランに無い高度 41,000 フィート（当該機の上昇限度）への上昇およびそれまでの操作によるエンジンの過熱等に起因する「コアロック」によるものとされる。

## エンジン停止まで
FDR（フライトデータレコーダー）に記録されたデータによる当該機の飛行状況は以下のような常軌を逸したものであった。
- リトルロック・ナショナル空港を離陸直後から、およそ 1.8 G の急上昇を行った。高度が上がるにつれて速度が下がり、これによりスティックシェーカー（失速警報装置）が作動すると、ピッチを下げながらもなお上昇を続けた。
- 高度 14,000フィート (4,300 m)でオートパイロットをオンにし、およそ 80 秒間の水平飛行中に機長と副操縦士は席を入れ替わった。
- 15,000フィート (4,600 m)付近で、迎え角にして 17 度、重力加速度で 2.3 G の急上昇を行った後、操縦桿を前に押し出して 0.3 G まで落とすという機動を 2 回行った。
- 続いて方向舵が操縦士の操作とは逆方向に動いてしまう現象、すなわちラダーリバーサルが発生するような急激な方向舵操作を左右に行った。
- オートパイロットをオンにして再び上昇を開始した。
- 高度 25,000フィート (7,600 m)で一旦オートパイロットを解除し、操縦桿を手前に引いては手を離すという操作を30秒の間に何度か行った。その後再びオートパイロットをオンにした。次いで、毎分 600フィート (180 m)にセットされていたオートパイロットの上昇率を、毎分およそ 6,000フィート (1,800 m)にセットして数秒間飛行した。
- 管制センター（カンザスシティ空路交通管制センター、Kansas City Air Route Traffic Control Center, ARTCC、以下 "ATC" と略す）に高度 41,000 フィートまでの上昇許可を要請し許可を受け、毎分 500フィート (150 m)の上昇率で 41,000 フィートまで上昇した。
- 上昇していくにつれ、対気速度は減少し、代わりに（上昇率を維持するために）迎え角が増加していった。高度 41,000 フィートでおよそ 3 分間飛行した後、スティックシェーカーが作動しオートパイロットが解除された。そのあと数秒間、操縦桿は前に移動し中立位置となった。
- 次に、操縦桿が再び引かれ、迎え角の増加のためスティックシェーカーとスティックプッシャーの両方が作動した。スティックプッシャーはおよそ 80ポンド (36 kg)の力で強制的に操縦桿を前に押し、迎え角がゼロになるまでこれが続いた。するとまたクルーにより引き起こしが行われ、続く 10 秒間でこの動作を 3 回繰り返した。このスティックシェーカー / スティックプッシャーの連続作動行為の直前に、クルーは高度を下げる要請を ATC に対して行っていた。同時にエンジンの回転数が次第に下がり始めていた。

ATC から降下の許可が出る寸前に当該機は失速状態となり、吸入空気量の減少により、同時に 2 基のエンジン両方がフレームアウトした。直ちにクルーは ATC に対し緊急事態を宣言した。自動的にラムエア・タービンが展開し、無線通信や操縦は可能だった。

## 墜落まで
失速状態は高度 38,000フィート (12,000 m)付近でクルーの操縦操作により解消したが、依然両方のエンジンはフレームアウトの状態だった。
30,000フィート (9,100 m)まで降下したがエンジン・コアの回転数 (N2) がゼロとなった（停止）。直後にクルーは ATC に対して 13,000フィート (4,000 m)までの降下を要請し許可された。途中の高度およそ 20,000フィート (6,100 m)の時に ATC からの現状を問い合わせる質問に対して、「1 基のエンジンが故障し、再始動のため降下する」と答えたが、このとき実際には 2 基とも止まっていた。さらに ATC による「片側エンジンは正常な推力がある状態での "controlled flight" であるとの認識でよいか」との問い合わせに対してもクルーはこれを否定しなかった。
マニュアルによれば、ウィンドミル始動（飛行による風圧でエンジンを回転させながら再始動する方法）のためには対気速度が 300ノット (560 km/h; 350 mph)以上で、エンジン回転数が定格の 12 % を示す必要があった。対気速度を 240ノット (440 km/h; 280 mph)程度から 300ノットに加速するには相当な機首下げによるダイブが必要（これによりおよそ高度 5,000フィート (1,500 m)を失う）だが、機長の加速指示に対し副操縦士が躊躇してダイブを行わなかった。不十分な速度でウィンドミル始動を行ったが成功しなかった。
マニュアル上の次の選択肢は、高度 13,000フィート (4,000 m)での APU によるもの（APU の負荷圧縮機からのエアで主エンジン始動用のタービンを回す始動法）で、高度 30,000 フィート付近で既に APU の始動は成功していた。APU による再始動では、エンジン回転数は定格の 28パーセント以上に達してから燃料の噴射を開始することとなっていた。クルーはこの APU 始動を 7 分間で 4 回試みたが回転数はゼロのままであった。
この直後、高度およそ 10,000フィート (3,000 m)で、上昇中に入れ替わった座席を元に戻して、ここで初めて両エンジンが停止しており、最短距離の空港へ誘導して欲しい旨を ATC に要請した。はじめの緊急事態宣言から 12 分あまりが経過していた。ATC は直ちにジェファーソンシティ空港 (JEF) ではどうかと問いかけを行い、これに対してクルーに選択の余地はなかった。ジェファーソンシティ空港に直行する進路をとり、高度 2,700フィート (820 m)でクルーは空港の滑走路端を視認したと無線連絡したが、これが ATC との最後の交信となった。
コックピット内では空港滑走路には到達できないと判断し、付近のハイウェーの照明されている部分への着陸を意図して左旋回を行った。空港レーダーが捕捉できたのはここまでで、このときの高度は 930フィート (280 m)、最終的な墜落地点からおよそ 1キロメートルの地点だった。空気抵抗を避けるため機長は最後まで脚は出さなかったが、結局ハイウェーには行き着けず、手前の住宅地に墜落した。
高度 30,000フィート (9,100 m)の段階では滑空状態でも到達できる空港が 6箇所あった。高度 20,000フィート (6,100 m)からでも依然 5箇所の空港にたどり着けた。10,000フィート (3,000 m)では唯一到達可能な距離内に位置していたのはミズーリ州カイザーのオザーク湖畔にある "Lee C. Fine Memorial Airport" (AIZ) 1箇所のみとなった。ジェファーソンシティ空港は到達可能レンジの僅か外側に位置していたが、このことは事故後に詳細な高度や速度が判明してから計算されたものである。事故時点での ATC の判断は、JEF は当該機のちょうど直進方向にあるのに対し、AIZ は左におよそ 160 度の旋回をしなくてはならないので、これによる速度や高度の喪失を考慮した結果であり、適切だったとされた。

## 「410 クラブ」
ピナクル航空乗務員の間では、フェリー（回送）運航中に上昇限度である 41,000 フィートへの上昇に挑戦しこれを達成した者に対して「410クラブ (410 club)」メンバーの称号を与えるという慣行があったという。実際、当該事故の際も、機長は操縦室を出てキャビンのギャレーから炭酸飲料2杯を自らグラスに注いで持ち帰り、機長席で操縦中の副操縦士と乾杯を交わしている。

## 原因
事故直後より、パイロットらの乱暴な操縦の挙句に墜落に至った悪質事故とのマスコミ等による指摘に対し、この種の乱暴操作を受け付けるオートパイロット装置を認証した連邦航空局 (FAA) や、スペックに上昇限度が 41,000 フィートと謳っているにもかかわらず、実際には高度が維持できずに失速という結果をもたらした航空機メーカーを非難する論調もあった。2007年に発表された国家運輸安全委員会 (NTSB) による事故報告書では、この事故の原因について以下のように結論付けた。
- 2人のパイロットの非プロフェッショナルな行動、標準オペレーション手順からの逸脱、希薄なエアマンシップが、（トレーニングが不適切だったことが部分的一因だとはいえ）回復不能な緊急事態を惹き起こした。
- 両エンジンともに停止していたにもかかわらず、ATC に対してそのことを直ちに告げず（片側エンジン 1 基のみ故障と虚偽の報告をした）、緊急着陸できる可能性を自ら低いものとした。
- 全エンジン故障時のチェックリストに対するパイロットの不適切な処置。これによりエンジンの回転が停止してしまい、「コアロック」状態としてしまった。
  - エンジンがコアロック状態となってしまったため1つのエンジンも再始動できなかった。
  - エンジンコアの回転を止めないためには、一定速度以上を維持することが重要だったが、そのことはマニュアルには記載されていなかった。